# Карапетян, Карен Рафаэлович
Карен Карапетян (родился 20 апреля 1977) — золотая джазовая скрипка Беларуси, артист, композитор, автор-исполнитель, аранжировщик, сессионный музыкант, член Белорусского союза музыкальных деятелей. Окончил по классу скрипки Тбилисскую музыкальную гимназию, после чего переехал в Минск. В студенческие годы неоднократно участвовал и входил в число победителей различных музыкальных фестивалей и конкурсов Джазовый фестиваль «Минск-97» (в составе ансамбля «Calypso»), фестиваль джазовых оркестров г. Минска (в составе ансамбля «Calypso», 1998 г.), гран-при на фестивале «Студенческая весна-98» в городе Витебске, фестиваль «Славянский базар-2000» (г. Витебск, в составе ансамбля «Дилижанс-Джаз»).
Получив высшее музыкальное образование в Белорусском государственном университете культуры и искусств, начал построение своей музыкальной карьеры.

## Творческая деятельность
Джазовый фестиваль «Rado-Jazz» г. Минск (в составе ансамбля «Дилижанс-Джаз»), XXVI Festiwal Muzyki Inspirowanej Folklorem «Dzwieki Polnocy» (2002 г., группа «Kriwi»), фестиваль «Блюз без границ» (2002 г., г. Москва), фестиваль «Fete Des Cultures» (2002 г., Люксембург), фестиваль «Radio MultiCulti Party −2002» (Берлин, Германия; группа «Kriwi»), «Festival Fur Folk, Lied und Weltmusik» (Перлеберг, Германия; 2003 г., группа «KRIWI»), Фестиваль «Славянский Базар»-2004 ,г. Витебск (в сост. ВИА «Харлi»), Фестиваль «Евровидение 2005» г. Киев (в сост. ВИА «Харлi»)
В качестве сольного исполнителя на его счету: сольный концерт в г. Зелёна Гура, Польша (2001 г.), серия сольных концертов в Швейцарии (Bazel, Zurich, Bern, 2001 г.), Фестиваль «Eilat 2007» (Израиль март 2007), Фестиваль «Мамакабо-2007»(Крым, Коктебель лето 2007), выступления в Театре русского романса.
Также участвовал в качестве приглашенного гостя и солиста в сессионных работах с ВИА «Харлi», группой «J-Морс», дуэтом «Саванна», группой «KRIWI», Гюнешь Абасовой, ансамблем «Дилижанс-Джаз», Ольгой Барабанщиковой, Искуи Абалян, группой «Леприконсы», группой «Zet», Виктором Калиной, Игорем Климовым, Татьяной Белоногой, Ольгой Залесской, ансамблем «Меркава», дуэтом «Александра и Константин», группой «The Project», дуэтом «Atlantica», Анной Шаркуновой, Сергеем Манукяном (Россия), и др.
В настоящее время Карен Карапетян продолжает свою творческую деятельность, как композитор и исполнитель, выступая с сольными концертами. 
На данный момент написано и выпущено более 45 авторских композиций, выложенных для свободного прослушивания, на собственных каналах Youtube, Rutube, и на многих звуковых цифровых интернет-площадках.
Ссылка на Youtube канал Карена Карапетяна
Ссылка на Rutube канал Карена Карапетяна